# 세라 부시 링컨
세라 부시 링컨(Sarah Bush Lincoln, 1788년 12월 13일 - 1869년 4월 12일)은 토마스 링컨의 두 번째 부인이자, 미국의 제16대(1861년~1865년) 대통령이였던 에이브러햄 링컨의 새어머니이다. 링컨 부인은 켄터키주 엘리자베스 타운에서 태어났으며, 토마스 링컨과는 어렸을 때부터 친하게 지냈다. 1806년 첫 번째 남편과 결혼하여 3명의 자녀를 두었고, 1816년 첫 번째 남편과 사별한 후 토마스 링컨과 1819년 12월 2일에 재혼하였다.